# Уордсуорт, Чарльз
Чарльз Уордсуорт (22 августа 1806, Лондон — 5 декабря 1892, Сент-Эндрюс) — британский англиканский религиозный деятель, епископ Сент-Эндрюса (Шотландия). Известен как филолог, преподаватель и духовный писатель, а также как спортсмен и популяризатор крикета и гребли.
Был сыном богослова Кристофера Уордсуорта-старшего. Образование получил сначала в Харроу, затем в Крайст-Чёрче, Оксфорд. Во время обучения специализировался на богословии и классической филологии, также активно занимался спортом: принимал участие в первых матчах по крикету против университетских команд Итона (1822) и Винчестера (1825), а также был вызван на первый матч по крикету между Оксфордом и Кембриджем в 1827 году (был капитаном и ведущим игроком команды) и на первое состязание британских университетов по гребле в 1828 году. В 1827 году получил премию за успехи в латинской поэзии, в 1831 году — за эссе на латыни, тогда же получив степень по классическим языкам.
С 1830 года, ещё до окончания обучения, начал преподавать в колледже Крайст-Чёрча и занимался этим до 1833 года, причём среди его учеников было множество ставших потом известными людей, в том числе будущий премьер-министр Уильям Гладстон и будущий кардинал Генри Мэннинг). В 1833—1834 годах путешествовал за границу, в 1834—1835 годах вновь преподавал в Крайст-Чёрче, затем был назначен вице-ректором Винчестерского колледжа. К этому времени уже принял священнический сан, однако непосредственно к служению приступил только в 1840 году, вскоре приобретя большой авторитет своими проповедями. В 1839 году опубликовал учебник грамматики греческого языка «Greek Grammar», получивший широкую известность. В 1846 году вышел в отставку и затем возглавил государственный епископальный колледж в Гленалмонде, которым руководил с 1847 по 1854 год, пользуясь и здесь большим влиянием и авторитетом; тогда же получил известность своей полемикой с Гладстоном по некоторым вопросам касательно Церкви Шотландии. В 1852 году был избран епископом шотландского Сент-Эндрюса и был утверждён в Абердине в начале следующего года.
Был сторонником контроля государства над церковью, однако терпимо относился к независимым Свободным Церквям, ввиду чего конфликтовал с некоторыми богословами. Написал ряд богословских трудов (например, «On Shakspeare’s Knowledge and Use of the Bible» (Лондон, 1864)), в 1871—1881 годах входил в состав комиссии по корректуре текстов Нового Завета, при этом стоял в этой работе на консервативных позициях. Был дважды женат: в 1835 году сочетался браком с Шарлоттой Дей (ум. 1839), в 1846 году — на Кэтрин Мэри Бартер (ум. 1897); имел от двух браков тринадцать детей.